# Odrzywół
Odrzywół – miasto w Polsce położone w województwie mazowieckim, w powiecie przysuskim, w miejsko-wiejskiej gminie Odrzywół, nad Drzewiczką. Ma status sołectwa. 
Odrzywół jest siedzibą gminy oraz rzymskokatolickiej parafii św. Jadwigi.
Uzyskał lokację miejską w 1418 roku. Został pozbawiony praw miejskich 13 stycznia 1870 i włączony do gminy Ossa w powiecie opoczyńskim. W latach 1870–1954 siedziba wiejskiej gminy Ossa, 1954–1972 gromady Odrzywół, a od 1973 nowej gminy Odrzywół. W latach 1975–1998 należał administracyjnie do województwa radomskiego, od 1999 w powiecie przysuskim w województwie mazowieckim. 1 stycznia 2024 odzyskał status miasta.
W Odrzywole krzyżują się droga wojewódzka nr 728 Grójec–Końskie (połączenie z DK7 – odległość do Warszawy 90 km) oraz droga krajowa nr 48 Tomaszów Mazowiecki–Kock (odległość do Radomia 45 km; od Łodzi 90 km).

## Historia
Odrzywół założony został w 1418 przez Dobrogosta Czarnego Odrzywolskiego herbu Nałęcz (starosty radomskiego, ówczesnego właściciela tych ziem) we włościach wsi Wysokin. Zgodę na założenie miasta wydał król Władysław II Jagiełło za umożliwienie przeprawy wojskom polskim podążającym pod Grunwald przez Wisłę. Przeprawę umożliwił most pontonowy. W tych czasach był to pierwszy tego typu sposób przeprawy w Polsce.
Odrzywół posiadał prawa miejskie od 1418 r. (pierwotnie jako Wysokin) do 1867. Zostały mu one odebrane przez cara Aleksandra II z dynastii Romanowów za udział i pomoc w powstaniu styczniowym.
Kościół św. Jadwigi i św. Stanisława w Odrzywole został wybudowany na początku XX wieku w stylu neogotyckim. Przy kościele odrzywolskim stoi parterowa zabytkowa osiemnastowieczna plebania. Została wybudowana w 1790 w wyniku ofiarności parafian odrzywolskich na rzucie prostokąta. Posiada dach mansardowy i ganek wsparty na dwóch kolumnach, co przypomina XVIII-wieczny dworek szlachecki. Od wschodniej strony posiada dobudówkę. W plebanii w kwietniu 1809 przebywał książę Józef Poniatowski.
W 1921 w Odrzywole mieszkało 389 Żydów, co stanowiło 29,1% ogółu mieszkańców. Mieli swoją synagogę i korzystali z cmentarza w Nowym Mieście nad Pilicą. W 1941 hitlerowcy utworzyli getto, zgromadzono w nim około 750 Żydów, getto zostało zlikwidowane w sierpniu 1942, wywożąc uwięzionych do getta w Nowym Mieście, a stamtąd do obozu zagłady w Treblince.

## Zabytki
- Budynek plebanii przy kościele parafialnym w Odrzywole
- Kościół parafialny pw. św. Jadwigi i św. Stanisława
- Strażnica OSP w Odrzywole
- Budynki mieszkalne przy ul: Kościelnej, Opoczyńskiej, Radomskiej, Tomaszowskiej, Warszawskiej, pl. Kilińskiego w Odrzywole
- Figura przydrożna św. Jana Nepomucena
- Figura przydrożna Chrystusa

## Galeria

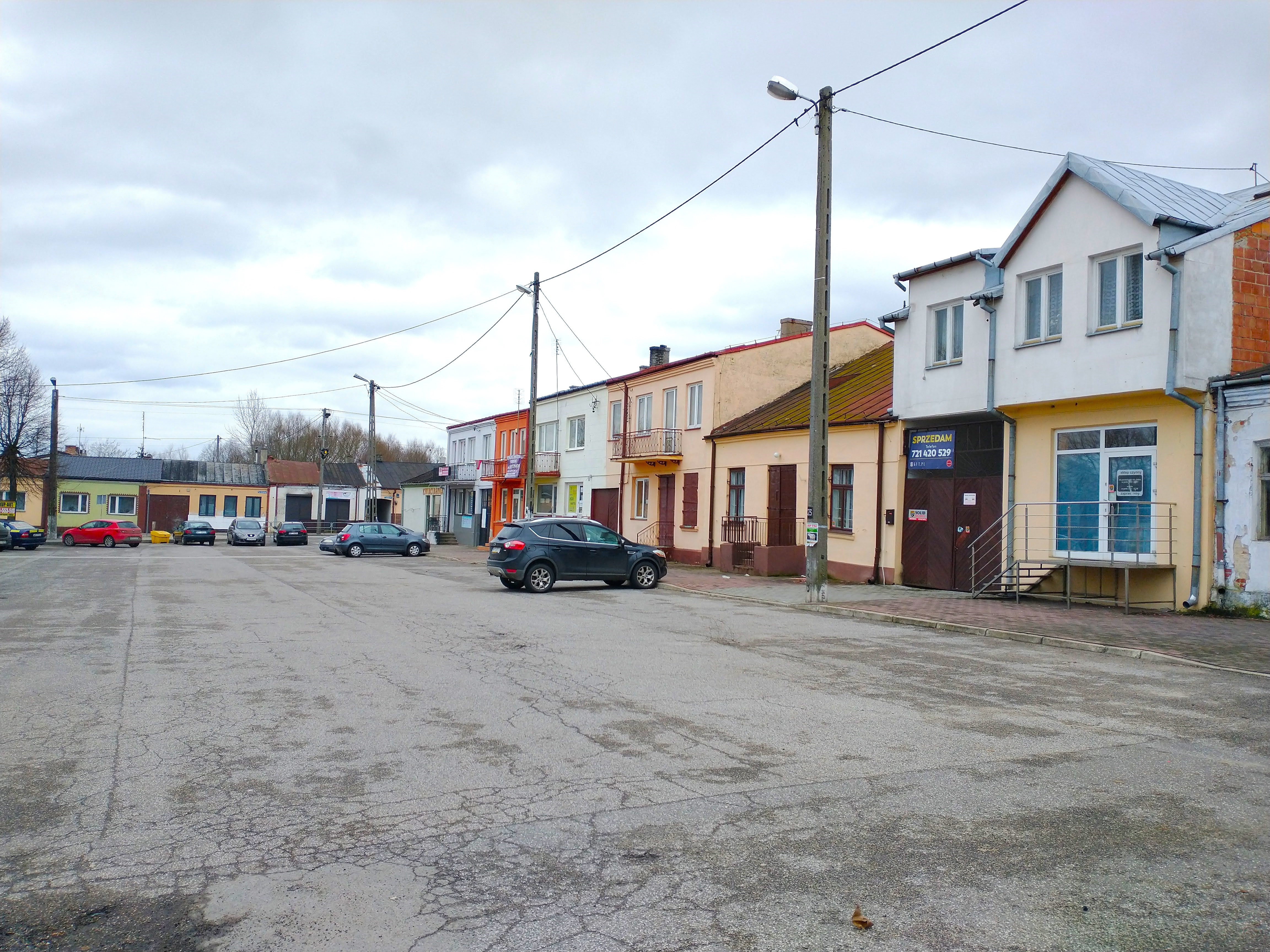
Fragment Rynku
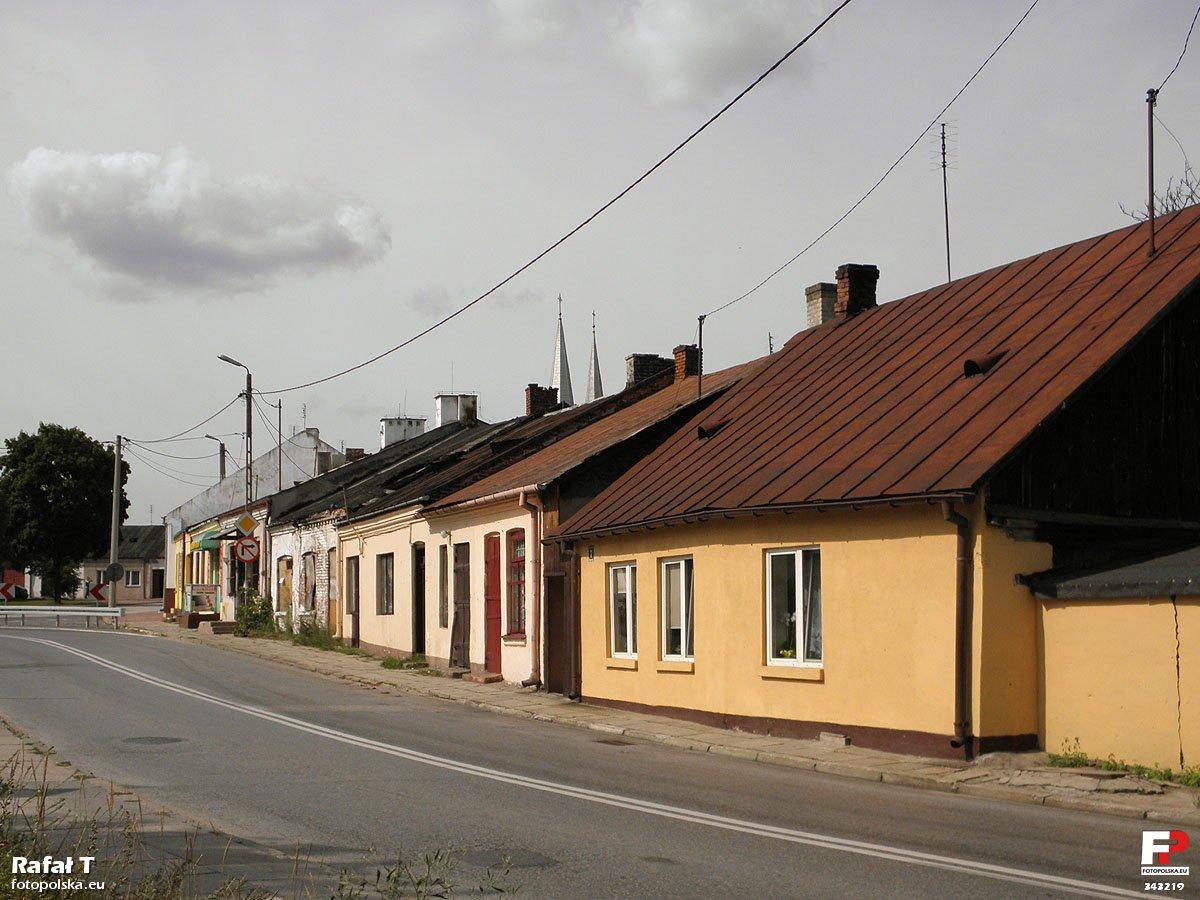
Zabudowa śródmiejska
Herb gminy Odrzywół